# Drapeau de Portland
Le drapeau de Portland, dans l'État de l'Oregon, consiste en une astroïde blanche d'où partent des bandes bleues et jaunes, sur un fond vert.
Le vert serait symbolique des forêts, le jaune de l'agriculture et du commerce et le bleu pour les cours d'eau. Portland se situe en effet sur la rivière Willamette près de sa confluence avec le fleuve Columbia.
Il est officiel depuis 2002.
Lors d'un sondage de la North American Vexillological Association (NAVA) en 2004, le drapeau de Portland a été jugé le 7e meilleur drapeau de ville du pays.